# ۱۱۸۱۷
۱۱۸۱۷ (به انگلیسی: 11817) یک فیلم ترسناک و علمی تخیلی آمریکایی درحال ساخت به کارگردانی لویی لتریر و نویسندگی متیو رابینسون با بازی گرتا لی و واگنر مورا است.

## ساخت
فیلمبرداری در ۲۱ آوریل ۲۰۲۵ (۱ اردیبهشت ۱۴۰۴) آغاز شد.